# Blossoming
 (juillet 2022).
La mise en forme du texte ne suit pas les recommandations de Wikipédia : il faut le « wikifier ».
Les points d'amélioration suivants sont les cas les plus fréquents. Le détail des points à revoir est peut-être précisé sur la page de discussion.
- Les titres sont pré-formatés par le logiciel. Ils ne sont ni en capitales, ni en gras.
- Le texte ne doit pas être écrit en capitales (les noms de famille non plus), ni en gras, ni en italique, ni en « petit »…
- Le gras n'est utilisé que pour surligner le titre de l'article dans l'introduction, une seule fois.
- L'italique est rarement utilisé : mots en langue étrangère, titres d'œuvres, noms de bateaux, etc.
- Les citations ne sont pas en italique mais en corps de texte normal. Elles sont entourées par des guillemets français : « et ».
- Les listes à puces sont à éviter, des paragraphes rédigés étant largement préférés. Les tableaux sont à réserver à la présentation de données structurées (résultats, etc.).
- Les appels de note de bas de page (petits chiffres en exposant, introduits par l'outil «  Source ») sont à placer entre la fin de phrase et le point final[comme ça].
- Les liens internes (vers d'autres articles de Wikipédia) sont à choisir avec parcimonie. Créez des liens vers des articles approfondissant le sujet. Les termes génériques sans rapport avec le sujet sont à éviter, ainsi que les répétitions de liens vers un même terme.
- Les liens externes sont à placer uniquement dans une section « Liens externes », à la fin de l'article. Ces liens sont à choisir avec parcimonie suivant les règles définies. Si un lien sert de source à l'article, son insertion dans le texte est à faire par les notes de bas de page.
- La présentation des références doit suivre les conventions bibliographiques. Il est recommandé d'utiliser les modèles {{Ouvrage}}, {{Chapitre}}, {{Article}}, {{Lien web}} et/ou {{Bibliographie}}. Le mode d'édition visuel peut mettre en forme automatiquement les références.
- Insérer une infobox (cadre d'informations à droite) n'est pas obligatoire pour parachever la mise en page.

Pour une aide détaillée, merci de consulter Aide:Wikification.
Si vous pensez que ces points ont été résolus, vous pouvez retirer ce bandeau et améliorer la mise en forme d'un autre article.
Dans la Modélisation géométrique, le principe du Blossoming établit un lien entre les points d'une courbe et ses points des contrôle. Il a été découvert en 1984 par Paul de Casteljau et publié par Lyle Ramshaw en 1987.
Dans le cas d'arguments identiques (appelé la diagonale), le blossom (où floraison) détermine le point d'une courbe, dans le cas d'arguments consécutifs, un point de contrôle de cette courbe. En particulier, le blossoming relie les théories des courbes de Bézier et des courbes et surfaces B-spline, c'est-à-dire l'algorithme de Casteljau et l'algorithme de Boor.

## Théorie générale
En mathématiques, particulièrement en Conception et fabrication assistées par ordinateur, on désigne comme Blossom {\displaystyle {\bf {b}}[t_{1},\dots ,t_{n}]} du polynôme {\displaystyle {\bf {b}}(t)} une fonction avec {\displaystyle n} arguments, définie par trois propriétés:
- Elle est symétrique dans ses arguments:

{\displaystyle {\bf {b}}[t_{1},\dots ,t_{n}]={\bf {b}}{\big [}\pi (t_{1},\dots ,t_{n}){\big ]},\,}
(où {\displaystyle \pi } est une permutation arbitraire de ses arguments).
- Elle est multi-affine, donc affine dans chacun de ses arguments:

{\displaystyle {\bf {b}}[\alpha r+\beta s,\dots ]=\alpha {\bf {b}}[r,\dots ]+\beta {\bf {b}}[s,\dots ],{\text{ avec }}\alpha +\beta =1.\,}
- Elle satisfait à la propriété de la diagonale:

{\displaystyle {\bf {b}}[t,\dots ,t]={\bf {b}}(t).\,}

## Calcul
Comme tout polynôme symétrique rationnel se trouve dans {\displaystyle t_{1},\dots ,t_{n}} peut être écrit comme un polynôme symétrique élémentaire
{\displaystyle \sigma _{1}^{n}=t_{1}+t_{2}+\dots +t_{n}}
{\displaystyle \sigma _{2}^{n}=t_{1}t_{2}+t_{1}t_{3}+\dots +t_{2}t_{3}+\dots +t_{n-1}t_{n}}
{\displaystyle \dots }
{\displaystyle \sigma _{n}^{n}=t_{1}t_{2}t_{3}\dots t_{n}}
nous pouvons algébriquement trouver le blossom du polynôme 
{\displaystyle {\bf {b}}(t)={\bf {a}}_{0}+\sum _{i=1}^{n}{\bf {a}}_{i}{\binom {n}{i}}t^{n}}
comme
{\displaystyle {\bf {b}}[t_{1},\dots ,t_{n}]={\bf {a}}_{0}+\sum _{i=1}^{n}{\bf {a}}_{i}\sigma _{i}^{n}}

## Exemple
Le blossom d'un polynôme quartique
{\displaystyle {\begin{aligned}{\bf {x}}(t)\ &=\ {\bf {a}}_{0}{\binom {4}{0}}t^{0}+{\bf {a}}_{1}{\binom {4}{1}}t^{1}+{\bf {a}}_{2}{\binom {4}{2}}t^{2}+{\bf {a}}_{3}{\binom {4}{3}}t^{3}+{\bf {a}}_{4}{\binom {4}{4}}t^{4}\\&=\ {\bf {a}}_{0}+4{\bf {a}}_{1}t+6{\bf {a}}_{2}t^{2}+4{\bf {a}}_{3}t^{3}+{\bf {a}}_{4}t^{4}\end{aligned}}}
est le polynôme symétrique et 4-affine
{\displaystyle {\begin{aligned}{\bf {x}}[t_{1},\dots ,t_{4}]={\bf {a}}_{0}&+{\bf {a}}_{1}(t_{1}+t_{2}+t_{3}+t_{4})\\&+{\bf {a}}_{2}(t_{1}t_{2}+t_{1}t_{3}+t_{1}t_{4}+t_{2}t_{3}+t_{2}t_{4}+t_{3}t_{4})\\&+{\bf {a}}_{3}(t_{1}t_{2}t_{3}+t_{1}t_{2}t_{4}+t_{1}t_{3}t_{4}+t_{2}t_{3}t_{4})\\&+{\bf {a}}_{4}(t_{1}t_{2}t_{3}t_{4})\end{aligned}}}

## Applications

### Blossoming d'uneCourbe de Bézier

Algorithme de de Casteljau pour une courbe de Bézier du 3e degré

L'exemple d'une courbe de Bézier de degré {\displaystyle n=3} montre clairement, comment le blossoming permet de déterminer à la fois les points de la courbe (dans l'image {\displaystyle {\bf {b}}_{0}} et {\displaystyle {\bf {b}}_{3}}) et les points de contrôle (dans l'image {\displaystyle {\bf {b}}_{1}} et {\displaystyle {\bf {b}}_{2}})

Le Blossom de la courbe de Bézier
{\displaystyle {\begin{aligned}{\bf {b}}(t)\ &=\ \sum _{i=0}^{3}{\binom {3}{i}}t^{i}(1-t)^{3-i}{\bf {b}}_{i}\\&=\ (1-t)^{3}{\bf {b}}_{0}+3t(1-t)^{2}{\bf {b}}_{1}+3t^{2}(1-t){\bf {b}}_{2}+t^{3}{\bf {b}}_{3}\end{aligned}}}
est le polynôme symétrique et tri-affine
{\displaystyle {\begin{aligned}{\bf {b}}[t_{1},t_{2},t_{3}]&={\bf {b}}_{0}(1-t_{1})(1-t_{2})(1-t_{3})\\&+{\bf {b}}_{1}t_{1}(1-t_{2})(1-t_{3})\\&+{\bf {b}}_{2}t_{1}t_{2}(1-t_{3})\\&+{\bf {b}}_{3}(t_{1}t_{2}t_{3})\end{aligned}}}
Si nous insérons des valeurs spéciales pour {\displaystyle t_{1},t_{2},t_{3}}, on obtient
{\displaystyle {\begin{aligned}{\bf {b}}_{000}:={\bf {b}}[0,0,0]&={\bf {b}}_{0}\\{\bf {b}}_{001}&={\bf {b}}_{1}\\{\bf {b}}_{011}&={\bf {b}}_{2}\\{\bf {b}}_{111}&={\bf {b}}_{3}\\\end{aligned}}}

Plus encore, nous pouvons également calculer directement les points intermédiaires de l'algorithme de Casteljau sous forme de
{\displaystyle {\begin{aligned}{\bf {b}}_{00t}:={\bf {b}}[0,0,t]&={\color {Green}{\bf {b}}_{0}^{1}}\\{\bf {b}}_{0t1}&={\color {Green}{\bf {b}}_{1}^{1}}\ &{\bf {b}}_{0tt}&={\color {Blue}{\bf {b}}_{0}^{2}}\\{\bf {b}}_{t11}&={\color {Green}{\bf {b}}_{2}^{1}}\ &{\bf {b}}_{tt1}&={\color {Blue}{\bf {b}}_{1}^{2}}\ &{\bf {b}}_{ttt}&={\color {Red}{\bf {b}}_{0}^{3}={\bf {b}}(t)}\\\end{aligned}}}

### Blossoming d'une Spline
Nous assemblons des courbes polynomiales par morceaux pour obtenir la courbe Spline.
{\displaystyle {\begin{aligned}{\bf {s}}(u)\ &=\ \sum _{i=1}^{n}{\bf {c}}_{i}N_{i}^{n}(u)\ \end{aligned}}}
avec  B-splines {\displaystyle N_{i}^{n}}
.
Si l'on met bout à bout les intervalles de paramètres sous-jacents, on obtient une séquence de nœuds {\displaystyle u_{1},u_{2},\dots ,u_{n}}. Le blossoming sur les sous-intervalles conduit aux courbes de Bézier respectives ou aux points de contrôle de l'algorithme de Casteljau, soit par exemple
{\displaystyle {\begin{aligned}{\bf {s}}_{333}:={\bf {s}}[u_{3},u_{3},u_{3}]&={\bf {b}}_{0}\\{\bf {s}}_{334}&={\bf {b}}_{1}\\{\bf {s}}_{344}&={\bf {b}}_{2}\\{\bf {s}}_{444}&={\bf {b}}_{3}\\\end{aligned}}}

Le blossoming au-delà des sous-intervalles conduit aux points de contrôle de l'algorithme de de Boor:
{\displaystyle {\begin{aligned}{\bf {s}}_{123}:={\bf {s}}[u_{1},u_{2},u_{3}]&={\bf {c}}_{0}\\{\bf {s}}_{234}&={\bf {c}}_{1}\\{\bf {s}}_{345}&={\bf {c}}_{2}\\{\bf {s}}_{456}&={\bf {c}}_{3}\\\end{aligned}}}

## Blossom et Osculante
Pour une courbe polynomiale {\displaystyle {\bf {x}}(t)} de degré n, nous définissons
{\displaystyle \Delta _{a}{\bf {x}}(t):={\bf {x}}(t)+{\bf {\dot {x}}}(t){\frac {a-t}{n}}}
comme la première osculante de {\displaystyle {\bf {x}}(t)} au nœud {\displaystyle a}. C'est une courbe polynomiale de degré {\displaystyle n-1} en {\displaystyle t} et n'a en commun avec {\displaystyle {\bf {x}}(t)} que le point {\displaystyle {\bf {x}}(a)} où les courbes ont un contact d'ordre {\displaystyle n-1}.

Pour {\displaystyle \Delta _{a}{bfx}}, il est possible de déterminer une nouvelle osculante au nœud {\displaystyle b}. C'est la deuxième oscillante de {\displaystyle {\bf {x}}} aux nœuds {\displaystyle a} et {\displaystyle b} :
{\displaystyle {\begin{aligned}\Delta _{ab}{\bf {x}}&=\ \Delta _{b}(\Delta _{a}{\bf {x}})\\&=\ \Delta _{b}{\bf {x}}+\Delta _{b}{\big (}{\bf {\dot {x}}}(t){\frac {a-t}{n}}{\big )}\\&=\ {\bf {x}}+{\bf {\dot {x}}}{\frac {(a-t)+(b-t)}{n}}+{\bf {\ddot {x}}}{\frac {(a-t)(b-t)}{n-1}}\end{aligned}}}

### Propriétés des Osculantes
Les Osculantes possèdent les propriétés suivantes:
- Elles sont symétriques dans les nœuds:

{\displaystyle \Delta _{ab}{\bf {x}}=\Delta _{ba}{\bf {x}}}
- Elles sont affines dans les nœuds: De {\displaystyle \ a=p\cdot (1-t)+q\cdot t} découle

{\displaystyle \Delta _{a}{\bf {x}}=(1-t)\cdot \Delta _{p}{\bf {x}}+t\cdot \Delta _{q}{\bf {x}}}
- Leur diagonale est identique à la courbe:

{\displaystyle \Delta _{t}^{n}{\bf {x}}=\Delta _{t\dots t}{\bf {x}}={\bf {x}}(t)}
Les osculants ont été introduits en 1886 par Stanislaus Jolles dans sa thèse d'habilitation. Dans le cas paramétrique, ils sont identiques aux blossoms de de Casteljau et Ramshaw et peuvent être facilement déduits par blossoming :
Pour une courbe de Bézier cubique avec les points de contrôle {\displaystyle {\bf {b}}_{000},{\bf {b}}_{001},{\bf {b}}_{011},{\bf {b}}_{111}}, l'osculante au nœud {\displaystyle t} est définie par les points de contrôle de Bézier suivants :  {\displaystyle {\bf {b}}_{00t},{\bf {b}}_{0t1},{\bf {b}}_{t11}}.